# Ipos

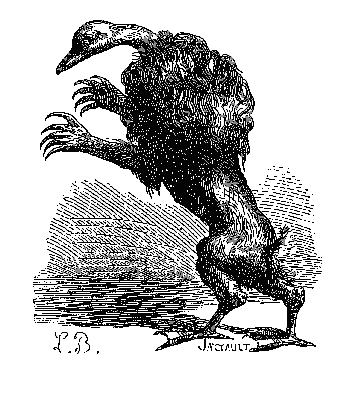
Ilustração de Ipos, por Collin de Plancy.

Na demonologia, Ipos é um Fidalgo e poderoso Príncipe dos infernos (um Duque para outros autores), que tem trinta e seis legiões de demónios sob seu comando. 
Ele sabe e pode revelar todas as coisas do Passado, Presente e Futuro (só o Futuro, para alguns autores, e Passado e Futuro, para outros). Ele pode tornar os homens inteligentes e valentes.
Ele é comumente representado com o corpo de um anjo com a cabeça de um leão, a cauda de uma lebre, e os pés de um ganso, menos freqüentemente, no mesmo formato, mas com o corpo de um leão, e raramente como um abutre.
Outras ortografias : Aiperos, Ayperos, Ayporos, Ipes.